# Čelinovac
Čelinovac (en cirílico: Ћелиновац) es una aldea de la municipalidad de Gradiška, Republika Srpska, Bosnia y Herzegovina.

## Población
| Composición de la Población - Aldea de Čelinovac | Composición de la Población - Aldea de Čelinovac | Composición de la Población - Aldea de Čelinovac | Composición de la Población - Aldea de Čelinovac | Composición de la Población - Aldea de Čelinovac |
| ------------------------------------------------ | ------------------------------------------------ | ------------------------------------------------ | ------------------------------------------------ | ------------------------------------------------ |
|                                                  | 2013                                             | 1991                                             | 1981                                             | 1971                                             |
| Total                                            | 36 (100,0%)                                      | 129 (100,0%)                                     | 156 (100,0%)                                     | 140 (100,0%)                                     |
| Varones                                          | 16 (44.44%)                                      | -                                                | -                                                | -                                                |
| Mujeres                                          | 20 (55.56%)                                      | -                                                | -                                                | -                                                |
| Bosniacos                                        | -                                                | -                                                | -                                                | -                                                |
| Serbios                                          | 27 (75.00%)                                      | 66 (51.16%)                                      | 60 (38.46%)                                      | 38 (27.14%)                                      |
| Croatas                                          | 1 (2.788%)                                       | 12 (9,302%)                                      | 15 (9.615%)                                      | 12 (8.571%)                                      |
| Gitanos                                          | -                                                | -                                                | -                                                | -                                                |
| Eslovenos                                        | -                                                | -                                                | -                                                | -                                                |
| Musulmanes                                       | -                                                | -                                                | -                                                | -                                                |
| Montenegrinos                                    | -                                                | -                                                | -                                                | -                                                |
| Macedonios                                       | -                                                | -                                                | -                                                | -                                                |
| Albaneses                                        | -                                                | -                                                | -                                                | -                                                |
| Ukranianos                                       | -                                                | -                                                | -                                                | -                                                |
| Yugoslavos                                       | -                                                | 7 (5.426%)                                       | -                                                | -                                                |
| Otros                                            | 8 (22.22%)                                       | 44 (34.11%)                                      | 81 (51.92%)                                      | 90 (64.29%)                                      |
| Sin declarar                                     | -                                                | -                                                | -                                                | -                                                |
| Desconocidos                                     | -                                                | -                                                | -                                                | -                                                |